# 比氏埃塞魚
比氏埃塞魚（学名：Chelaethiops bibie）为輻鰭魚綱鯉形目鲤科的其中一種，分布於非洲尼羅河、尼日河及查德湖等流域，本魚銀色的身體，背面些微黃色，魚鰭無色，口裂在眼的上緣，體長可達5.5公分，棲息在水草茂密的淺水處，以昆蟲及植物種子等為食。

## 扩展阅读
維基物種上的相關：比氏埃塞魚